# ناحیه دوور (شهرستان لناوی، میشیگان)
ناحیه دوور (به انگلیسی: Dover Township) یک منطقهٔ مسکونی در ایالات متحده آمریکا است که در شهرستان لناوی، میشیگان واقع شده‌است.
 ناحیه دوور ۹۱٫۱ کیلومتر مربع مساحت و ۱٬۷۸۷ نفر جمعیت دارد و ۲۵۰ متر بالاتر از سطح دریا واقع شده‌است.